# 下麻生 (川崎市)

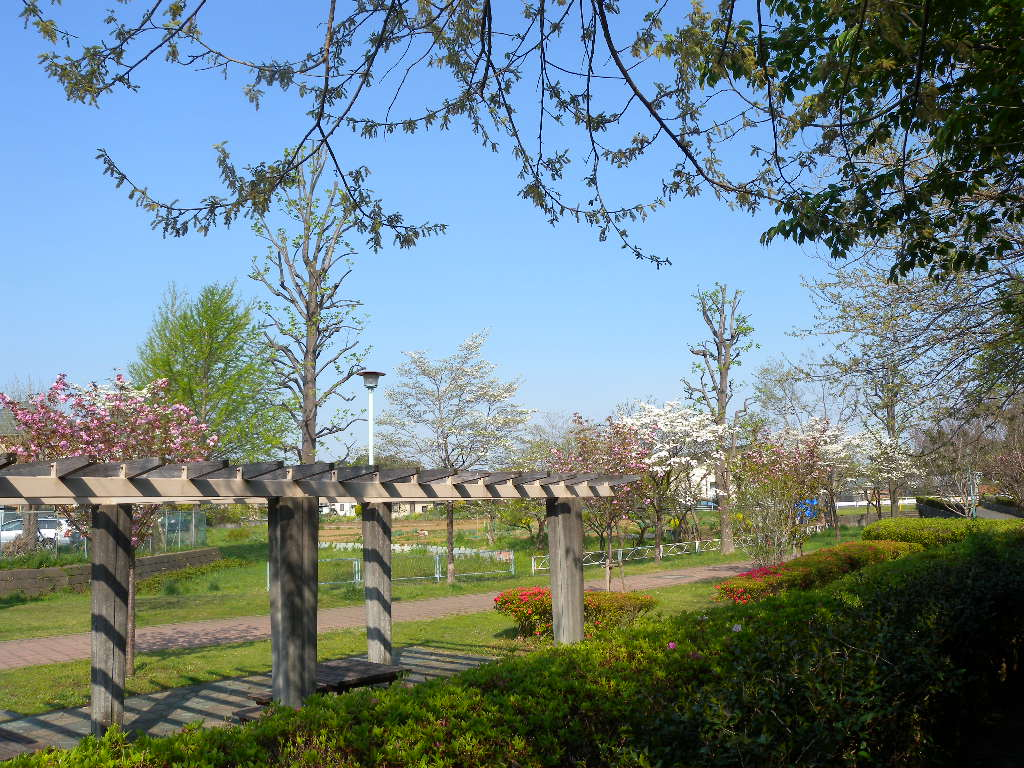
恩廻公園

下麻生（しもあさお）は、神奈川県川崎市麻生区の地名。現行行政地名は下麻生と下麻生1丁目から下麻生3丁目。住居表示は、下麻生が未実施区域、下麻生1丁目から下麻生3丁目が実施済区域。

## 地理
麻生区の南部に位置し、西に上麻生、北に王禅寺西、東に王禅寺東、南東に早野、南に横浜市青葉区寺家町、南西に町田市三輪町と接している。下麻生3丁目内に横浜市青葉区寺家町の飛地がある。

### 河川
- 鶴見川

### 地価
住宅地の地価は、2025年（令和7年）1月1日の公示地価によれば、下麻生2-35-13の地点で16万3000円/m²ば、下麻生3-10-7の地点で12万1000円/m²となっている。

## 歴史

### 沿革
- 1889年（明治22年）4月1日 -  町村制の施行により、都筑郡柿生村が成立。柿生村大字下麻生となる。一部は都筑郡中里村となる。
- 1939年（昭和14年）4月1日 - 川崎市に編入。川崎市下麻生となる。
- 1972年（昭和47年）4月1日 - 川崎市の区制施行に伴い、多摩区を新設。川崎市多摩区下麻生となる。
- 1982年（昭和57年）7月1日 - 多摩区から麻生区を分区し、川崎市麻生区下麻生となる。
- 2003年（平成15年）11月25日 - 住居表示の実施に伴い、下麻生1丁目から下麻生3丁目を新設[5]。

## 世帯数と人口
2025年（令和7年）6月30日現在（川崎市発表）の世帯数と人口は以下の通りである。大字下麻生は下麻生3丁目と合算する。
| 大字・丁目          | 世帯数    | 人口    |
| ------------------- | --------- | ------- |
| 下麻生1丁目         | 1,129世帯 | 2,070人 |
| 下麻生2丁目         | 998世帯   | 2,050人 |
| 下麻生・下麻生3丁目 | 916世帯   | 1,741人 |
| 計                  | 3,044世帯 | 5,862人 |

### 人口の変遷
国勢調査による人口の推移。
| 年                 | 人口  |
| ------------------ | ----- |
| 1995年（平成7年）  | 7,282 |
| 2000年（平成12年） | 6,903 |
| 2005年（平成17年） | 6,254 |
| 2010年（平成22年） | 6,097 |
| 2015年（平成27年） | 5,875 |
| 2020年（令和2年）  | 5,794 |

### 世帯数の変遷
国勢調査による世帯数の推移。
| 年                 | 世帯数 |
| ------------------ | ------ |
| 1995年（平成7年）  | 2,492  |
| 2000年（平成12年） | 2,560  |
| 2005年（平成17年） | 2,478  |
| 2010年（平成22年） | 2,542  |
| 2015年（平成27年） | 2,576  |
| 2020年（令和2年）  | 2,718  |

## 学区
市立小・中学校に通う場合、学区は以下の通りとなる（2021年12月時点）。
| 大字・丁目  | 番・番地等       | 小学校                   | 中学校                   |
| ----------- | ---------------- | ------------------------ | ------------------------ |
| 下麻生      | 11番地           | 川崎市立東柿生小学校     | 川崎市立柿生中学校       |
| 下麻生1丁目 | 全域             | 川崎市立東柿生小学校     | 川崎市立柿生中学校       |
| 下麻生2丁目 | 1～11番 15～48番 | 川崎市立東柿生小学校     | 川崎市立柿生中学校       |
| 下麻生2丁目 | 12〜13番         | 川崎市立王禅寺中央小学校 | 川崎市立王禅寺中央中学校 |
| 下麻生3丁目 | 全域             | 川崎市立東柿生小学校     | 川崎市立柿生中学校       |

## 事業所
2021年（令和3年）現在の経済センサス調査による事業所数と従業員数は以下の通りである。
| 丁目        | 事業所数  | 従業員数 |
| ----------- | --------- | -------- |
| 下麻生1丁目 | 16事業所  | 78人     |
| 下麻生2丁目 | 52事業所  | 405人    |
| 下麻生3丁目 | 63事業所  | 542人    |
| 計          | 131事業所 | 1,025人  |

### 事業者数の変遷
経済センサスによる事業所数の推移。
| 年                 | 事業者数 |
| ------------------ | -------- |
| 2016年（平成28年） | 127      |
| 2021年（令和3年）  | 131      |

### 従業員数の変遷
経済センサスによる従業員数の推移。
| 年                 | 従業員数 |
| ------------------ | -------- |
| 2016年（平成28年） | 980      |
| 2021年（令和3年）  | 1,025    |

## 交通

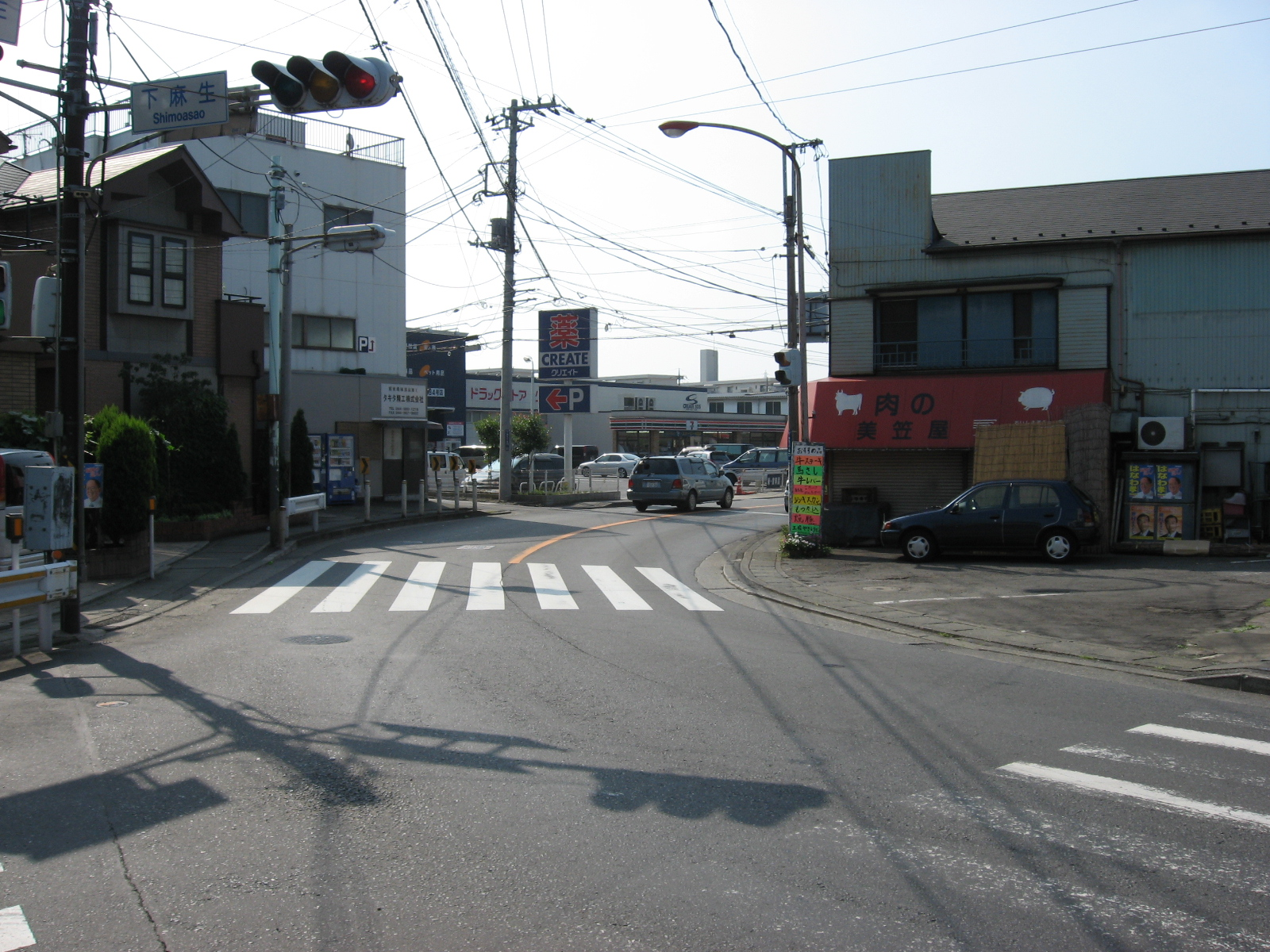
下麻生交差点

- 神奈川県道12号横浜上麻生線

## 施設
- 麻生警察署 東柿生駐在所

## その他

### 日本郵便
- 郵便番号 : 215-0022[3]（集配局：麻生郵便局[18]）。

### 警察
町内の警察の管轄区域は以下の通りである。
| 大字・丁目  | 番・番地等 | 警察署     | 交番・駐在所 |
| ----------- | ---------- | ---------- | ------------ |
| 下麻生      | 全域       | 麻生警察署 | 東柿生駐在所 |
| 下麻生1丁目 | 全域       | 麻生警察署 | 柿生交番     |
| 下麻生2丁目 | 全域       | 麻生警察署 | 東柿生駐在所 |
| 下麻生3丁目 | 全域       | 麻生警察署 | 東柿生駐在所 |

## 関連文献
- 「下麻生村」『新編武蔵風土記稿』 巻ノ86都筑郡ノ6、内務省地理局、1884年6月。NDLJP:763987/86。